# باب رابرتس
باب رابرتز (به انگلیسی: Bob Roberts) فیلمی به کارگردانی تیم رابینز محصول سال ۱۹۹۲ است.